# كريس والش (سياسي)
كريس والش (بالإنجليزية: Chris Walsh)‏ هو سياسي أمريكي، ولد في 20 مايو 1951 في نيويورك في الولايات المتحدة، وتوفي في 2 مايو 2018 في فرامينغهام في الولايات المتحدة بسبب سرطان. حزبياً، نشط في الحزب الديمقراطي. وقد انتخب عضو مجلس نواب ماساتشوستس.